# Barringtonia
Barringtonia ist eine Gattung von Bäumen und Sträuchern aus der Familie der Topffruchtbaumgewächse (Lecythidaceae). Das Verbreitungsgebiet der Arten liegt in Afrika und Asien. Der Gattungsname ehrt den englischen Juristen Daines Barrington (1727–1800).

## Beschreibung
Die Vertreter der Gattung bilden Sträucher oder kleine bis große Bäume. Die Blätter wachsen in Büscheln an den Enden der Zweige. Die Blattränder sind ganzrandig oder gesägt-gekerbt. Die Nebenblätter sind klein und fallen früh ab. Die Blütenstände sind meist hängende Ähren oder Trauben und wachsen in den Blattachseln, seltener an den Enden von Zweigen oder direkt am Stamm. Die Blüten sind radiärsymmetrisch. Der Blütenkelch ist deutlich vierlappig oder völlig zusammengewachsen. Je Blüte werden selten drei oder fünf, meist vier Kronblätter gebildet, die eine Länge von über 10 Millimeter haben. Der Diskus ist ein deutlich ausgebildeter Ring. Die zahlreichen Staubblätter sind in einem Ring aus drei bis acht Wirteln angeordnet. Sie sind über einer Länge von 1 bis 10 Millimeter zusammengewachsen, der innerste Ring und häufig auch der nächste sind nicht voll entwickelt und unfruchtbar. Der Fruchtknoten ist meist vierfächrig, seltener zwei- oder dreifächrig. Je Fruchtknotenfach werden zwei bis acht hängende Samenanlagen gebildet. Der Griffel reicht über die Staubblätter hinaus. Die Früchte sind einsamige, häufig vierflügelige oder vierkantige Steinfrüchte.
Die Chromosomenzahl beträgt 2 n = 26.

## Verbreitung und Ökologie
Das natürliche Verbreitungsgebiet der Arten liegt in Ostafrika, auf Madagaskar und im tropischen Asien.

## Systematik und Forschungsgeschichte
Barringtonia ist eine Gattung aus der Familie der Topffruchtbaumgewächse (Lecythidaceae), in der sie zur Unterfamilie Planchonioideae gerechnet wird. Die Gattung wurde 1776 von Johann Reinhold Forster und Georg Forster in Characteres Generum Plantarum aufgestellt. Synonyme der Gattung sind Abdulmajidia Whitmore, Butonica Lam. und Stravadium Juss.
Der Gattung Barringtonia werden 40 bis 60 Arten zugeordnet, The Plant List gibt folgende Arten an:

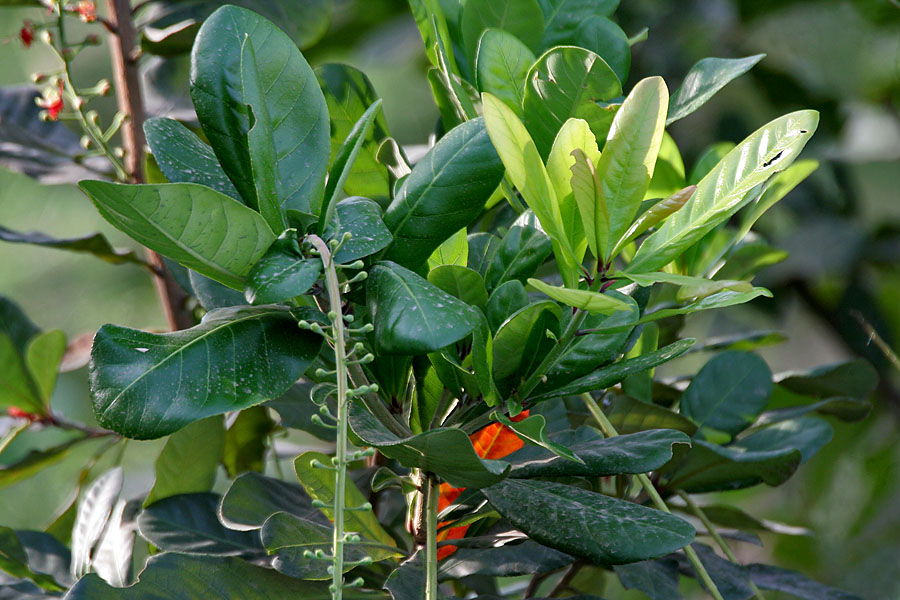
Blätter und junger Blütenstand von Barringtonia acutangula

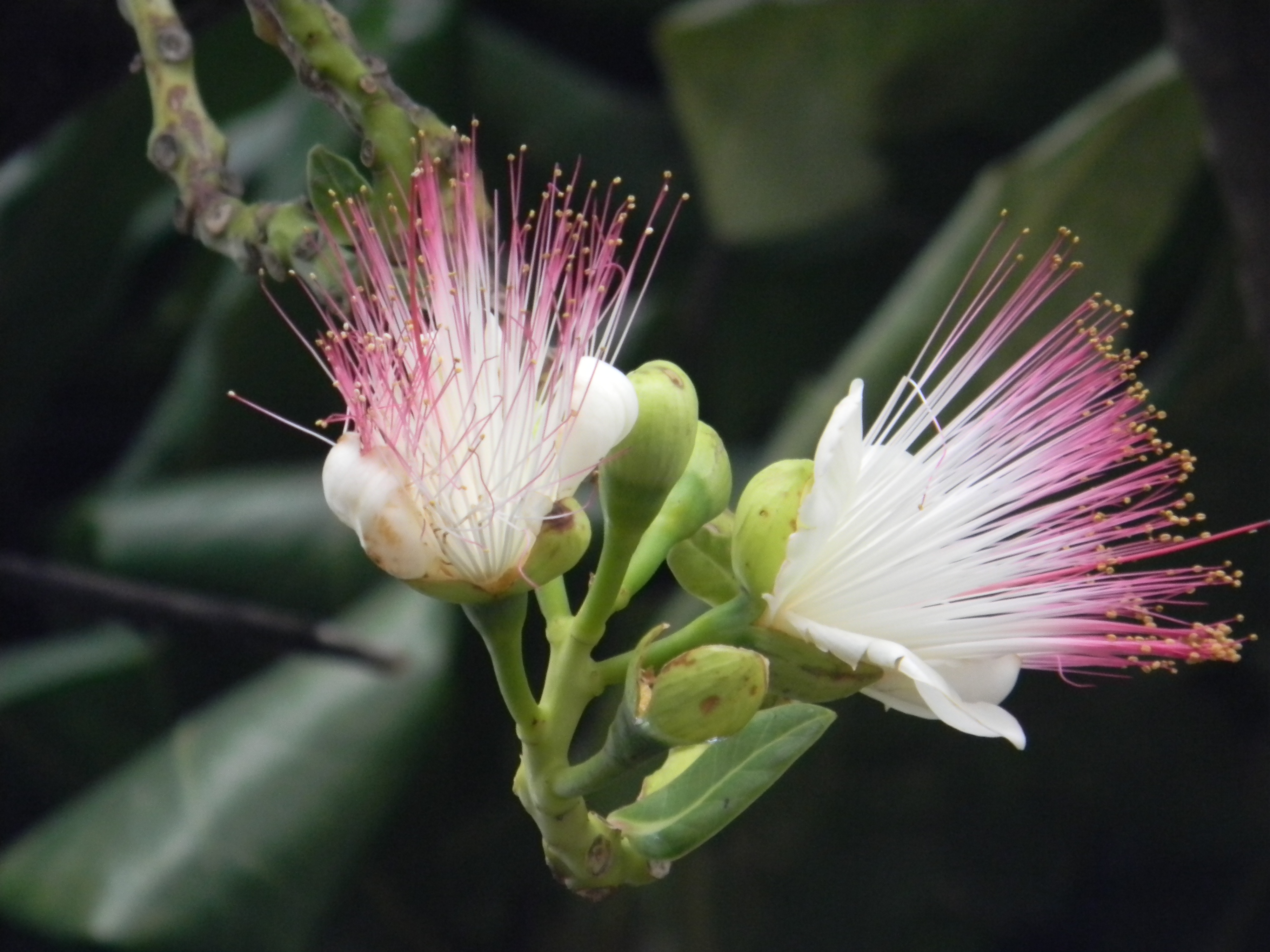
Blütenstand von Barringtonia asiatica

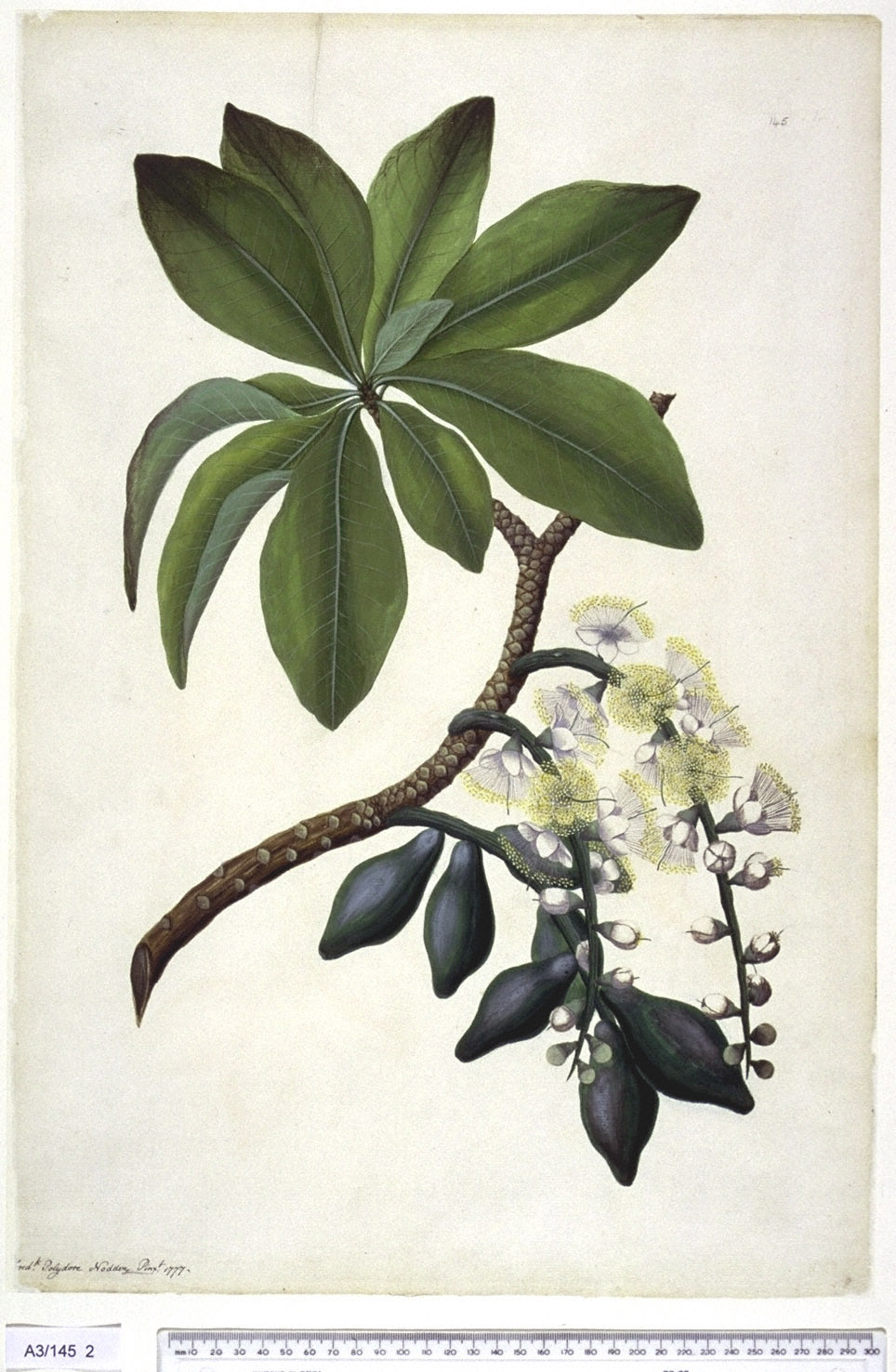
Illustration von Barringtonia calyptrata

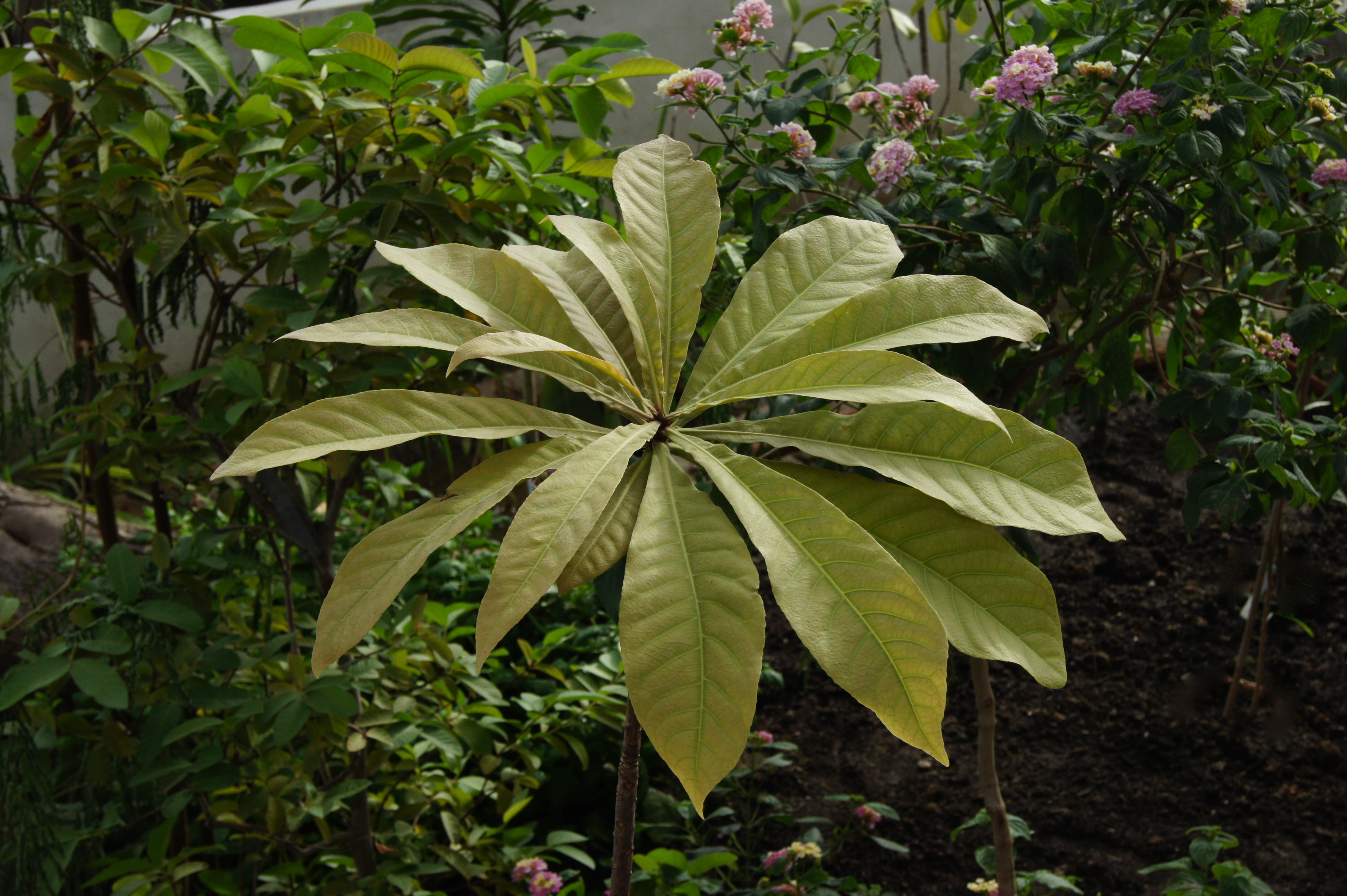
Blätter von Barringtonia neocaledonica

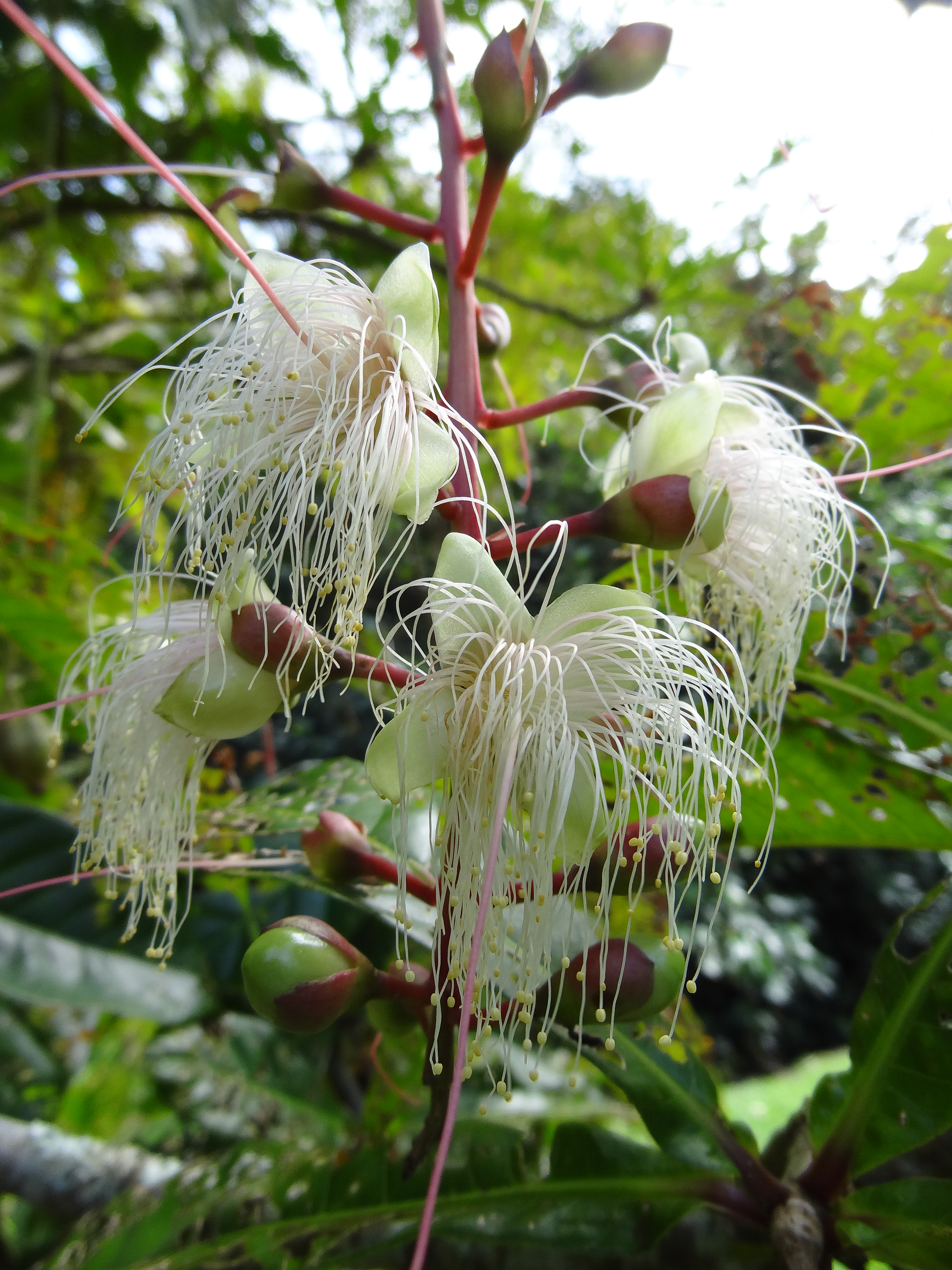
Blütenstand von Barringtonia racemosa

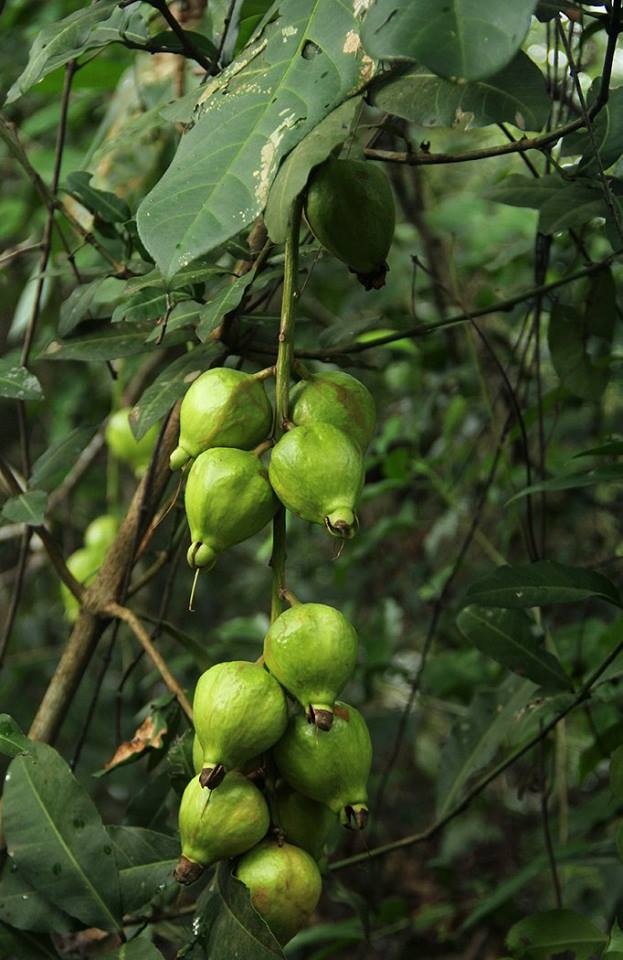
Fruchtstand von Barringtonia racemosa

- Barringtonia acutangula (L.) Gaertn.: Sie kommt in zwei Unterarten von Asien bis ins nördliche Australien vor.[8]
- Barringtonia apiculata Lauterb.: Sie kommt in Sulawesi und in Neuguinea vor.[8]
- Barringtonia ashtonii Payens: Sie kommt im nördlichen und zentralen Borneo vor.[8]
- Barringtonia asiatica (L.) Kurz: Sie kommt von Tansania und den Inseln im Indischen Ozean bis zu denen im Pazifik vor.[8]
- Barringtonia augusta Kurz: Sie kommt vom südlichen Indochina bis Malaysia vor.[8]
- Barringtonia belagaensis Chantar.: Sie kommt in Sarawak vor.[8]
- Barringtonia calyptrata (Miers) R.Br. ex Benth.: Sie kommt von Neuguinea bis Queensland vor.[8]
- Barringtonia calyptrocalyx K.Schum.: Sie kommt in drei Varietäten von Neuguinea bis zum Bismarck-Archipel vor.[8]
- Barringtonia chaniana (Whitmore) Prance: Sie kommt auf der Halbinsel von Malaysia vor.[8]
- Barringtonia conoidea Griff.: Sie kommt vom südlichen Indochina bis ins westliche Malesien vor.[8]
- Barringtonia corneri Kiew & K.M.Wong: Sie kommt auf der südöstlichen Halbinsel von Malaysia vor.[8]
- Barringtonia curranii Merr.: Sie kommt von Borneo bis Palawan vor.[8]
- Barringtonia edulis Seem.: Sie kommt auf Inseln im südwestlichen Pazifik vor.[8]
- Barringtonia filirachis Payens: Sie kommt von Malaysia bis Sumatra vor.[8]
- Barringtonia fusiformis King: Sie kommt auf der Halbinsel von Malaysia vor.[8]
- Barringtonia gigantostachya Koord. & Valeton: Sie kommt in zwei Varietäten vor; eine davon in Java, die andere im nordöstlichen Borneo.[8]
- Barringtonia glomerata Prance: Sie kommt auf der nordwestlichen Halbinsel Malaysias vor.[8]
- Barringtonia hallieri R.Knuth: Sie kommt in Borneo vor.[8]
- Barringtonia havilandii Ridl.: Sie kommt in Borneo vor.[8]
- Barringtonia integrifolia (Montrouz.) Schltr.: Sie kommt in Neukaledonien und auf den Loyalitätsinseln vor.[8]
- Barringtonia jebbiana Takeuchi: Sie kommt auf Neuguinea vor.[8]
- Barringtonia josephstaalensis W.N.Takeuchi: Sie kommt im östlichen Neuguinea vor.[8]
- Barringtonia khaoluangensis Chantar.: Sie kommt in Thailand vor.[8]
- Barringtonia lanceolata (Ridl.) Payens: Sie kommt in Borneo vor.[8]
- Barringtonia latiffiana (El-Sherif) Prance: Sie kommt auf der Halbinsel Malaysias vor.[8]
- Barringtonia lauterbachii R.Knuth: Sie kommt in Neuguinea vor.[8]
- Barringtonia longifolia Schltr.: Sie kommt in Neukaledonien vor.[8]
- Barringtonia longisepala Payens: Sie kommt in Brunei und Sabah vor.[8]
- Barringtonia lumina Jebb & Prance: Sie kommt von Neuguinea bis zu den Salomonen vor.[8]
- Barringtonia macrocarpa Hassk.: Sie kommt von Indochina bis ins westliche Malesien vor.[8]
- Barringtonia macrostachya (Jack) Kurz: Sie kommt von Indochina bis Neuguinea und in China vor.[8]
- Barringtonia magnifolia Prance: Sie kommt in Indonesien in der Provinz Maluku vor.[8]
- Barringtonia maxwelliana (Whitmore) Prance: Sie kommt auf der Halbinsel Malaysias vor.[8]
- Barringtonia monticola Jebb & Prance Sie kommt auf Papua-Neuguinea vor.[8]
- Barringtonia neocaledonica Vieill.: Sie kommt in Neukaledonien vor.[8]
- Barringtonia niedenzuana (K.Schum.) R.Knuth: Sie kommt vom nördlichen Sulawesi bis zu den Salomonen vor.[8]
- Barringtonia norshamiae Prance: Sie kommt auf der Halbinsel Malaysias vor.[8]
- Barringtonia novae-hiberniae Lauterb.: Sie kommt von Papua-Neuguinea bis Vanuatu vor.[8]
- Barringtonia palawanensis Chantar.: Sie kommt auf Palawan vor.[8]
- Barringtonia papeh Lauterb.: Sie kommt vom südöstlichen Neuguinea bis zu den Salomonen vor.[8]
- Barringtonia papuana Lauterb.: Sie kommt in Neuguinea vor.[8]
- Barringtonia pauciflora King (Syn.: Barringtonia maunwongyathiae Chuakul): Sie kommt von Thailand bis zum indonesischen Bundesstaat Perak vor.[8]
- Barringtonia payensiana Whitmore: Sie kommt auf der Halbinsel Malaysias vor.[8]
- Barringtonia pendula (Griff.) Kurz: Sie kommt vom südlichen Yunnan und vom südlichen Myanmar bis ins westliche Malesien vor.[8]
- Barringtonia pinnifolia Jebb & Prance: Sie kommt in Papua-Neuguinea vor.[8]
- Barringtonia procera (Miers) R.Knuth: Sie kommt vom östlichen Neuguinea bis Vanuatu vor.[8]
- Barringtonia pseudoglomerata Chantar.: Sie kommt in Sarawak und Sabah vor.[8]
- Barringtonia pterita Merr.: Sie kommt auf den Philippinen vor.[8]
- Barringtonia racemosa (L.) Spreng.: Sie kommt von Kenia bis KwaZulu-Natal und den Inseln im westlichen Pazifik vor.[8]
- Barringtonia reticulata (Blume) Miq.: Sie kommt von den Andamanen und den Nikobaren bis ins westliche und zentrale Malesien vor.[8]
- Barringtonia revoluta Merr.: Sie kommt im westlichen Malesien vor.[8]
- Barringtonia ridsdalei Chantar.: Sie kommt auf Palawan vor.[8]
- Barringtonia rimata Chantar.: Sie kommt von der Halbinsel Thailands bis zur Halbinsel Malaysias vor.[8]
- Barringtonia samoensis A.Gray: Sie kommt vom südöstlichen Sulawesi bis zu den Inseln im westlichen Pazifik vor.[8]
- Barringtonia sarawakensis Chantar.: Sie kommt in Sarawak vor.[8]
- Barringtonia sarcostachys (Blume) Miq.: Sie kommt in zwei Unterarten im südlichen Sumatra und im westlichen und nördlichen Borneo vor.[8]
- Barringtonia schmidtii Warb. ex Craib (Syn.: Barringtonia badia Prance): Sie kommt vom westlichen und südlichen Thailand bis zur östlichen Halbinsel Malaysias vor.[8]
- Barringtonia scortechinii King: Sie kommt von der Halbinsel Thailands bis ins westliche Malesien vor.[8]
- Barringtonia seaturae H.B.Guppy: Sie kommt auf den Fidschi-Inseln Vitu Levu und Vanua Levu vor.[8]
- Barringtonia serenae Jebb & Prance: Sie kommt in Papua-Neuguinea vor.[8]
- Barringtonia tagala Jebb & Prance: Sie kommt in Papua-Neuguinea vor.[8]
- Barringtonia terengganuensis Chantar.: Sie kommt auf der Halbinsel Malaysias vor.[8]
- Barringtonia waasii Chantar.: Sie kommt im westlichen Sri Lanka vor.[8]
- Barringtonia zainudiniana (El-Sherif & Latiff) Prance: Sie kommt auf der Halbinsel Malaysias vor.[8]